# Barieră hematoencefalică

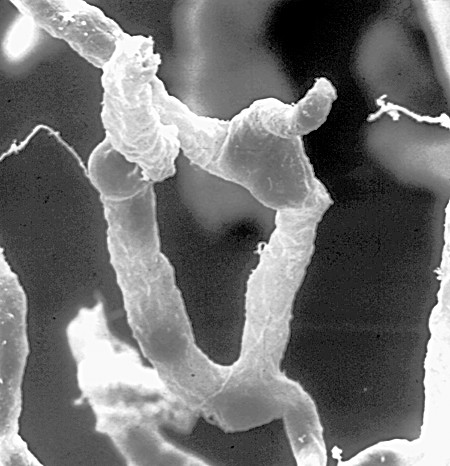
O rețea de capilare asigură neuronilor necesarul de substanțe nutritive

Barieră hematoencefalică este numită la animale (Tetrapoda), inclusiv om, bariera fiziologică care există între sistemul sanguin și sistemul nervos central (creier). Această barieră servește la menținerea unei homeostaze constante în creier, care este complet separată de circulația sanguină. Această barieră are rolul de filtru pentru a împiedica pătrunderea în creier a unor substanțe toxice, germeni patogeni, care se pot afla în sânge. În același timp bariera permite pătrunderea din sânge a substanțelor nutritive necesare creierului, această filtrare selectivă a unor substanțe este realizată de piamater. 
Piamater este o membrană conjunctivă-vascularizată, care aderă intim la formațiunile sistemului nervos central (SNC), pătrunzând și șanțuri și fisuri. În grosimea ei se găsesc vase arteriale.
Prelungirile piamaterului, împreună cu ramurile arteriale și celulele gliale formează bariera hematoencefalică.
Bariera hematoencefalică, produce însă greutăți la administrarea unor medicamente, la tratarea unor boli neurologice, medicamente care vor fi împiedicate de barieră să ajungă în creier. Printre primii care a observat existența unei bariere fiziologice între creier și circulația sanguină a fost medicul german Paul Ehrlich care însă în anul 1815 a interpretat fals rezultatele cercetărilor sale. În anul 1967 s-a demonstrat definitiv, prin examene electronomicroscopice, existența acestei bariere.
Structural, bariera hematoencefalică este reprezentată de existența unor joncțiuni strânse între celulele endoteliale ale capilarelor. Joncțiunile strânse formeaza bariera care prezintă permeabilitate selectivă și lasă să treacă în lichidul cefalorahidian doar anumite substanțe cum ar fi: glucoză, folosită de creier pentru activitățile sale, alcool, droguri, explicând efectele acestora. Totuși, bariera este puțin permeabilă pentru medicamente și, de aceea, pot apărea dificultăți în tratarea unor infecții la acest nivel.